# SuperDraft de la MLS 2010
El SuperDraft de 2010 fue el decimoprimer evento de este tipo para la Major League Soccer se llevó a cabo el 14 de enero de 2010 en Filadelfia, Pennsylvania, durante la Convención de 2010 NSCAA. El SuperDraft consistió de cuatro rondas con dieciséis selecciones de cada uno, para un total de 64 jugadores seleccionados en el proyecto.
Coincidentemente Filadelfia es también el sitio del último equipo de la liga, el Philadelphia Union y como equipo de expansión, que recibe los derechos de la primera selección en cada una de las cuatro rondas y como el campeón de la MLS 2009, Real Salt Lake tiene el derecho a la selección final en cada ronda. 
El proyecto precede a la temporada 2010 de la MLS.

## Primera Ronda
|  | Miembro de Generación Adidas |

| N.º | Jugador          | Equipo de la MLS                          | Universidad/Proyecto/Club                | Posición       | Imagen |
| --- | ---------------- | ----------------------------------------- | ---------------------------------------- | -------------- | ------ |
| 1   | Danny Mwanga     | Philadelphia Union                        | Universidad Estatal de Oregón            | Delantero      |        |
| 2   | Tony Tchami      | New York Red Bull                         | Universidad de Virginia                  | Centrocampista |        |
| 3   | Ike Opara        | San José Earthquakes                      | Universidad de Wake Forest               | Defensa        |        |
| 4   | Teal Bunbury     | Kansas City Wizards                       | Universidad de Akron                     | Delantero      |        |
| 5   | Zach Loyd        | FC Dallas (desde Toronto FC)              | Universidad de Carolina del Norte        | Centrocampista |        |
| 6   | Amobi Okugo      | Philadelphia Union (desde FC Dallas)      | Universidad de California en Los Ángeles | Centrocampista |        |
| 7   | Jack McInerney   | Philadelphia Union (desde D.C. United)    | Generación Adidas                        | Delantero      |        |
| 8   | Dilly Duka       | Columbus Crew (desde Colorado Rapids)     | Universidad de Rutgers                   | Centrocampista |        |
| 9   | Zack Schilawski  | New England Revolution                    | Universidad de Wake Forest               | Delantero      |        |
| 10  | Blair Gavin      | Chivas USA                                | Universidad de Akron                     | Centrocampista |        |
| 11  | David Estrada    | Seattle Sounders FC                       | Universidad de California en Los Ángeles | Delantero      |        |
| 12  | Bright Dike      | Columbus Crew                             | Universidad de Notre Dame                | Delantero      |        |
| 13  | Corben Bone      | Chicago Fire                              | Universidad de Wake Forest               | Centrocampista |        |
| 14  | Austin da Luz    | Red Bull New York (desde Houston Dynamo)  | Universidad de Wake Forest               | Centrocampista |        |
| 15  | Collen Warner    | Real Salt Lake (desde Los Angeles Galaxy) | Universidad de Portland                  | Centrocampista |        |
| 16  | Michael Stephens | Los Ángeles Galaxy (desde Real Salt Lake) | Universidad de California en Los Ángeles | Centrocampista |        |

## Segunda Ronda
|  | Miembro de Generación Adidas |

| N.º | Jugador              | Equipo de la MLS                                                            | Universidad/Proyecto/Club                 | Posición       | Imagen |
| --- | -------------------- | --------------------------------------------------------------------------- | ----------------------------------------- | -------------- | ------ |
| 17  | Toni Stahl           | Philadelphia Union                                                          | Universidad de Connecticut                | Centrocampista |        |
| 18  | Tim Ream             | Red Bull New York                                                           | Universidad de San Luis                   | Defensa        |        |
| 19  | Michael Thomas       | San José Earthquakes                                                        | Universidad de Notre Dame                 | Centrocampista |        |
| 20  | Olukorede Aiyegbusi  | Kansas City Wizards                                                         | Universidad Estatal de Carolina del Norte | Defensa        |        |
| 21  | Andrew Wiedeman      | FC Dallas (desde Toronto FC)                                                | Universidad de California                 | Delantero      |        |
| 22  | Andre Akpan          | Colorado Rapids (desde FC Dallas)                                           | Universidad de Harvard                    | Delantero      |        |
| 23  | Ross LaBauex         | Colorado Rapids (desde D.C. United)                                         | Universidad de Virginia                   | Centrocampista |        |
| 24  | Zachary Herold       | Toronto FC (desde Colorado Rapids)                                          | West Pines United                         | Defensa        |        |
| 25  | Seth Sinovic         | New England Revolution                                                      | Universidad de Creighton                  | Defensa        |        |
| 26  | Kwame Watson-Siriboe | Chicago Fire (desde Chivas USA)                                             | Universidad de Connecticut                | Defensa        |        |
| 27  | Mike Seamon          | Seattle Sounders FC                                                         | Universidad Villanova                     | Centrocampista |        |
| 28  | Justin Morrow        | San José Earthquakes (desde Columbus Crew vía FC Dallas vía Real Salt Lake) | Universidad de Notre Dame                 | Defensa        |        |
| 29  | Drew Yates           | Chicago Fire                                                                | Universidad de Maryland                   | Centrocampista |        |
| 30  | Steven Beitashour    | San José Earthquakes (desde Houston Dynamo)                                 | Universidad Estatal de San Diego          | Defensa        |        |
| 31  | Zac Boggs            | New England Revolution (desde Los Angeles Galaxy vía New York Red Bulls)    | Universidad del Sur de Florida            | Delantero      |        |
| 32  | Justin Davis         | Real Salt Lake                                                              | Universidad de Nuevo México               | Centrocampista |        |

## Tercera Ronda
|  | Miembro de Generación Adidas |

| N.º | Jugador         | Equipo de la MLS                                                     | Universidad/Proyecto/Club                    | Posición       | Imagen |
| --- | --------------- | -------------------------------------------------------------------- | -------------------------------------------- | -------------- | ------ |
| 33  | Kyle Nakasawa   | Philadelphia Union                                                   | Universidad de California en Los Ángeles     | Centrocampista |        |
| 34  | Conor Chin      | Red Bull New York                                                    | Universidad de San Francisco                 | Delantero      |        |
| 35  | Kevin Tangney   | Chivas USA (desde San Jose Earthquakes)                              | Universidad de Maryland                      | Defensa        |        |
| 36  | Nick Cardenas   | Kansas City Wizards                                                  | Universidad Estatal de San Diego             | Defensa        |        |
| 37  | Andrew Hoxie    | San Jose Earthquakes (desde Toronto FC)                              | The College of William and Mary              | Delantero      |        |
| 38  | Jason Yeisley   | FC Dallas                                                            | Universidad Esatatal de Pensilvania          | Delantero      |        |
| 39  | Chris Schuler   | Real Salt Lake (desde D.C. United vía Los Angeles Galaxy)            | Universidad de Creighton                     | Defensa        |        |
| 40  | Chad Borak      | Colorado Rapids                                                      | Universidad Estatal de California Northridge | Defensa        |        |
| 41  | Mauro Fuzetti   | Kansas City Wizards (desde New England Revolution)                   | Universidad de Míchigan                      | Centrocampista |        |
| 42  | Isaac Kissi     | Chivas USA                                                           | Universidad de Dayton                        | Centrocampista |        |
| 43  | David Walker    | Houston Dynamo (desde Seattle Sounders FC)                           | Universidad de California en Santa Bárbara   | Centrocampista |        |
| 44  | Eric Alexander  | FC Dallas (desde Columbus Crew)                                      | Universidad de Indiana                       | Centrocampista |        |
| 45  | Steven Kinney   | Chicago Fire                                                         | Universidad de Elon                          | Defensa        |        |
| 46  | Samuel Appiah   | Houston Dynamo                                                       | Universidad de Boston                        | Centrocampista |        |
| 47  | Ben Zemanski    | Chivas USA (desde Los Angeles Galaxy)                                | Universidad de Akron                         | Centrocampista |        |
| 48  | Jason Griffiths | New England Revolution (desde Real Salt Lake vía New York Red Bulls) | Universidad de Kentucky                      | Centrocampista |        |

## Cuarta Ronda
|  | Miembro de Generación Adidas |

| N.º | Jugador        | Equipo de la MLS                          | Universidad/Proyecto/Club                | Posición       | Imagen |
| --- | -------------- | ----------------------------------------- | ---------------------------------------- | -------------- | ------ |
| 49  | Brian Perk     | Philadelphia Union                        | Universidad de California en Los Ángeles | Portero        |        |
| 50  | Irving García  | Red Bull New York                         | Universidad de California en Irvine      | Centrocampista |        |
| 51  | Sean Johnson   | Chicago Fire (desde San Jose Earthquakes) | Universidad de Florida Central           | Portero        |        |
| 52  | Ofori Sarkodie | Kansas City Wizards                       | Universidad de Indiana                   | Defensa        |        |
| 53  | Nane Joseph    | Toronto FC                                | Universidad Old Dominion                 | Centrocampista |        |
| 54  | Dane Saintus   | FC Dallas                                 | Universidad Metodista del Sur            | Centrocampista |        |
| 55  | Jordan Graye   | D.C. United                               | Universidad de Carolina del Norte        | Defensa        |        |
| 56  | Chris Cutshaw  | Colorado Rapids                           | Universidad Bradley                      | Centrocampista |        |
| 57  | Adam Welch     | New England Revolution                    | Universidad Lehigh                       | Defensa        |        |
| 58  | Chris Ross     | Chivas USA                                | Universidad Colgate                      | Centrocampista |        |
| 59  | Jamel Wallace  | Seattle Sounders FC                       | Universidad Estatal de San Diego         | Centrocampista |        |
| 60  | Kwaku Nyamekye | Columbus Crew                             | Universidad de Harvard                   | Defensa        |        |
| 61  | Othaniel Yanez | Columbus Crew (desde Chicago Fire)        | Universidad de Lousville                 | Centrocampista |        |
| 62  | Euan Holden    | Houston Dynamo                            | Universidad de Nuevo México              | Defensa        |        |
| 63  | Shaun Francis  | Columbus Crew (desde Los Angeles Galaxy)  | Lindsey Wilson College                   | Defensa        |        |
| 64  | Kris Banghart  | Real Salt Lake                            | Universidad de Denver                    | Defensa        |        |

## Selecciones por Posición
| Ronda   | Portero | Defensa | Mediocampista | Delantero | Totales |
| ------- | ------- | ------- | ------------- | --------- | ------- |
| Primera | 0       | 1       | 9             | 6         | 16      |
| Segunda | 0       | 7       | 6             | 3         | 16      |
| Tercera | 0       | 5       | 8             | 3         | 16      |
| Cuarta  | 2       | 7       | 7             | 0         | 16      |
| Totales | 2       | 20      | 30            | 12        | 64      |